# Forever Blue (álbum)
Forever Blue (en español: Por siempre triste) es el quinto álbum de estudio del cantautor estadounidense Chris Isaak. Fue publicado el 23 de mayo de 1995 a través del sello discográfico Reprise.
Contiene un aspecto lírico más personal y melancólico, marcado por un serio quiebre amoroso, el álbum fue apoyado por los sencillos «Somebody's Crying», «Graduation Day» y «Baby Did a Bad, Bad Thing», esta última fue incluida años después en la película final de Stanley Kubrick, Eyes Wide Shut.
El álbum fue nominado a los Premios Grammy de 1996 en la categoría mejor álbum de rock, perdiendo ante Jagged Little Pill de Alanis Morrisette, mientras que «Somebody's Crying» tuvo una nominación en la categoría mejor interpretación vocal de rock masculina.

## Concepto
Sufriendo de una ruptura amorosa a finales de 1993, Isaak estuvo escribiendo muchas letras más biográficas sobre la decepción, arrepentimiento y perdidas. Isaak rememora que había comprado un anillo de bodas y que toda la situación con su expareja terminó en una demanda judicial. La canción que abre el álbum, «Baby Did a Bad, Bad Thing», fue descrita por Isaak como “[esto] no es sobre infidelidad, es sobre lastimar”.
Sobre «Somebody's Crying», Isaak compuso la letra durante una fiesta con amigos donde no estuvo muy animado, yendo a un cuarto contiguo donde se encontraba una vieja guitarra Silvertone. Por su parte, un artículo de MTV comparaba la canción con su versión de «Solitary Man» publicado unos años antes. Otras canciones con aspectos emocionales, como «Graduation Day» presenta toques de música country, mientras la canción homónima fue concebida una noche donde se encontraba mirando el océano, intentando hacer una carta destinada a su expareja.
Como contraste, elementos de un rockabilly más rápido se encuentran en las canciones «Go Walking Down There», «There She Goes», «Goin’ Nowhere» y «I Believe», combinando juegos de ritmos entre las guitarras acústicas y eléctricas. El resto de su banda sigue presente en el material, Kenny Dale Johnson en batería, Rowland Salley en bajo, Jimmy Pugh en órgano y Johnny Reno con el saxofón.

## Lista de canciones
Todas las canciones escritas y compuestas por Chris Isaak. 
| N.º   | Título                      | Duración |  |
| 1.    | «Baby Did a Bad, Bad Thing» | 2:54     |  |
| 2.    | «Somebody's Crying»         | 2:48     |  |
| 3.    | «Graduation Day»            | 3:10     |  |
| 4.    | «Go Walking Down There»     | 2:50     |  |
| 5.    | «Don't Leave Me on My Own»  | 2:14     |  |
| 6.    | «Things Go Wrong»           | 3:02     |  |
| 7.    | «Forever Blue»              | 2:42     |  |
| 8.    | «There She Goes»            | 3:14     |  |
| 9.    | «Goin' Nowhere»             | 2:52     |  |
| 10.   | «Changed Your Mind»         | 3:51     |  |
| 11.   | «Shadows in a Mirror»       | 3:59     |  |
| 12.   | «I Believe»                 | 3:10     |  |
| 13.   | «The End of Everything»     | 3:05     |  |
| 39:58 |                             |          |  |

## Créditos y personal
Adaptados desde AllMusic.
| Músicos - Chris Isaak – voz, guitarra. - Rowland Salley – bajo, voces. - Kenney Dale Johnson – batería, voces. - Bruce Kaphan – guitarra de acero con pedal. - Jimmy Pugh – órgano Hammond B3. - Mark Goldenberg – Músico invitado. - David Grisman – Músico invitado. - Stephen Bishop – Músico invitado. - Jason Morgan – Músico. - Johnny Reno – invitado, saxofón, voces. - Jeff Watson – invitado, guitarra líder. - Gregg Arreguin – guitarra. | Apoyo - Howard Kaufman – Management. - Chris Hudson – Crew. - Linda Cobb – Dirección de arte. - Henry Diltz – Fotografía. - Rick Lopez – Fotografía. - Saori Miyazaki – Fotografía. - Michael Tighe – Fotografía. Producción - Erik Jacobsen – Productor. - Mark Needham – Ingeniero. - Lee Herschberg – Consultante de sonido. - John Golden, Bob Ludwig – Masterización. |

## Posicionamiento en listas
| Listas (1995)                  | Mejor posición |
| ------------------------------ | -------------- |
| Alemania (Offizielle Top 100)  | 55             |
| Australia (ARIA Charts)        | 2              |
| Bélgica (Ultratop Flanders)    | 37             |
| Bélgica (Ultratop Wallonia)    | 32             |
| Escocia (Scottish Albums)      | 43             |
| Estados Unidos (Billboard 200) | 31             |
| Noruega (VG-lista)             | 31             |
| Nueva Zelanda (RIANZ)          | 7              |
| Países Bajos (Album Top 100)   | 46             |
| Reino Unido (UK Albums)        | 31             |
| Suecia (Sverigetopplistan)     | 9              |
| Suiza (Schweizer Hitparade)    | 40             |

## Certificaciones
| País (Certificador) | Certificación | Ventas certificadas |
| --- | ------------- | ------------------- |
| Australia (ARIA) | 3× Platino    | 210 000*            |
| Canadá (Music Canada) | Oro           | 50 000*             |
| Estados Unidos (RIAA) | Platino       | 1 200 000           |
| ^cifras de envíos basadas únicamente en la certificación xcifras no especificadas basadas únicamente en la certificación |               |                     |